# Bernt Notke
Bernt Notke (1435, em Lassan, na Pomerânia - 1508/1509, em Lübeck) foi o pintor e escutor alemão mais importante do norte da Europa no seu tempo.
Sua escultura mais famosa é São Jorge e o Dragão, para a Catedral de Estocolmo (Storkyrkan), a igreja antiga mais famosa de Gamla stan, em Estocolmo. Uma cópia exata está na Igreja de Santa Catarina (Marienkirche), em Lübeck. Sua obra Danse Macabre foi destruída nos bombardeios aliados na Segunda Guerra, mas partes dela estão guardados na Igreja de São Nicolau, em Tallinn. Outras obras suas podem ser vistas também em Harstad, na Noruega.

## Galeria

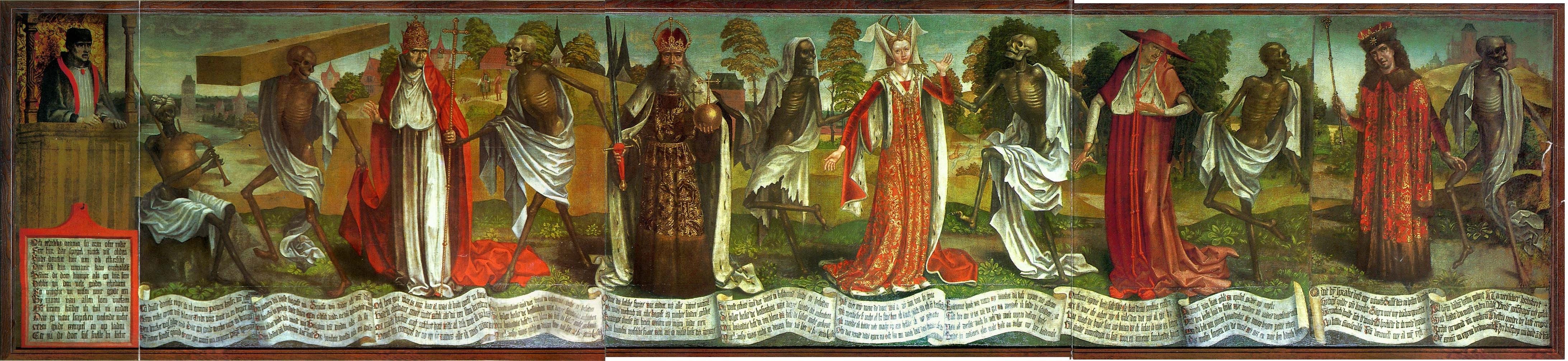
Danse Macabre, na Igreja de São Nicolau, Tallinn, Estônia.

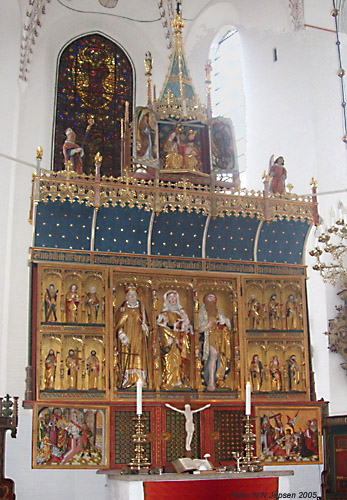
Peça-de-altar na Catedral de Århus
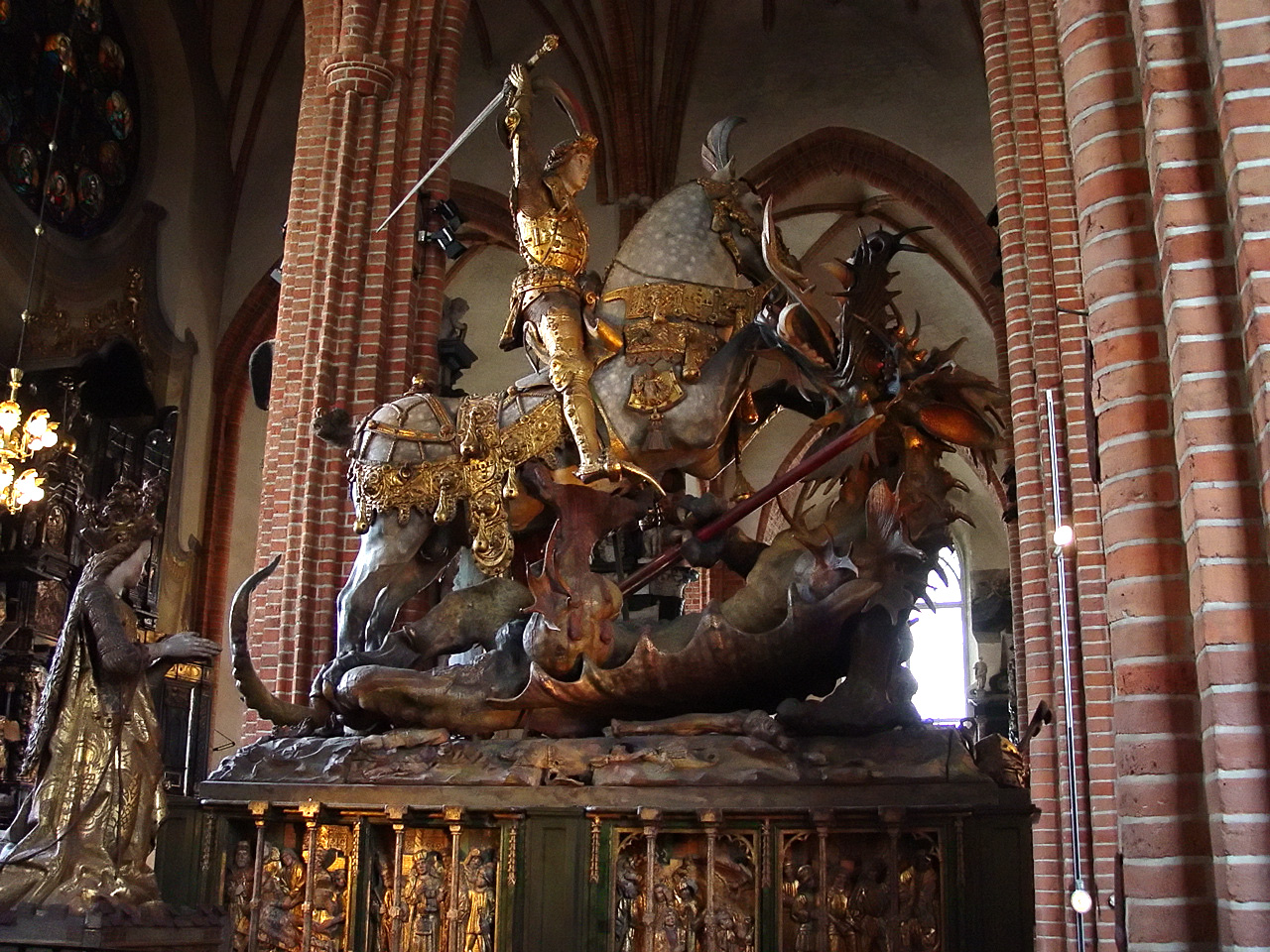
São Jorge e o Dragão na Catedral de Estocolmo (Storkyrkan)
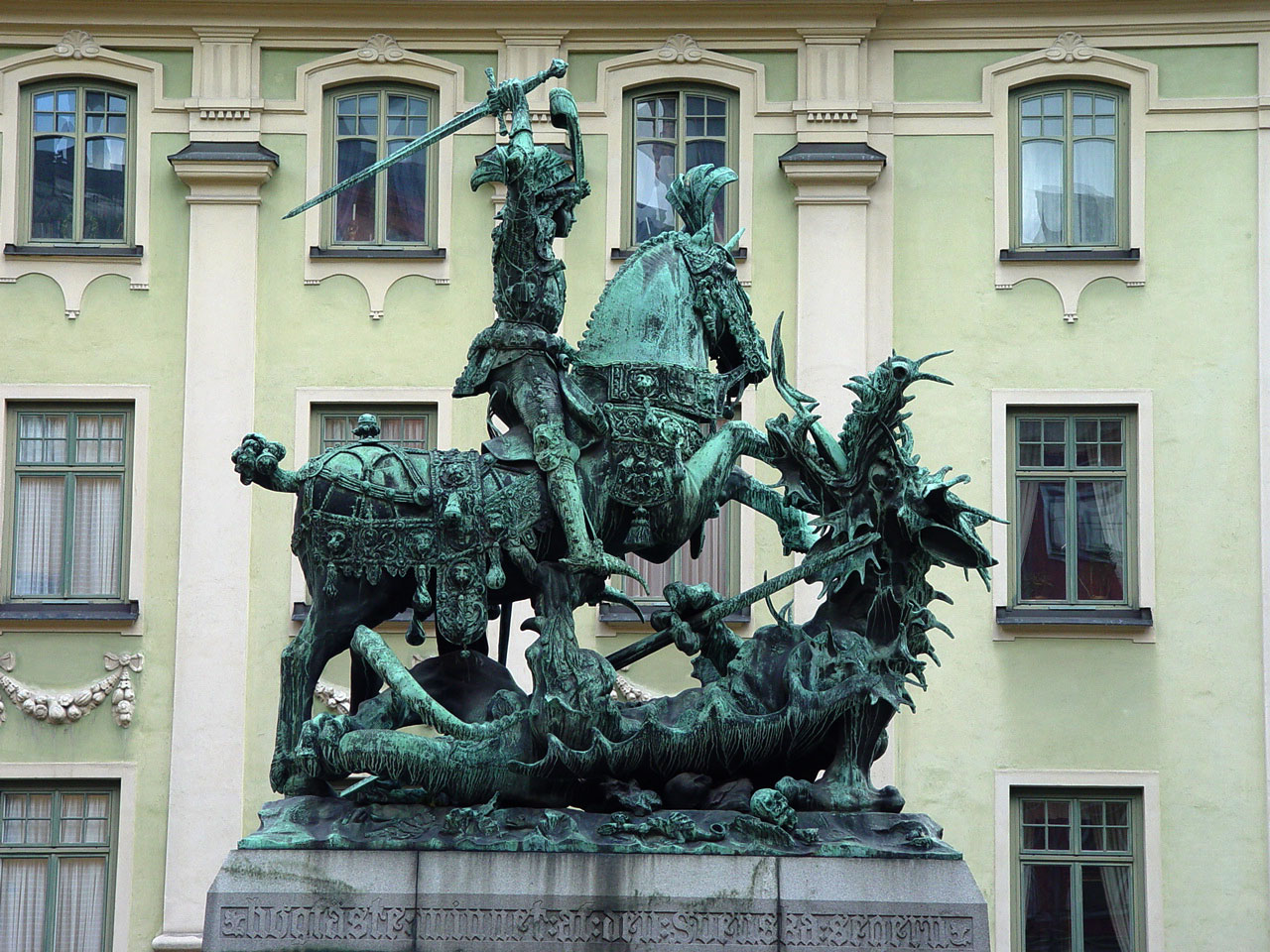
São Jorge e o Dragão na rua Österlånggatan na Gamla stan em Estocolmo
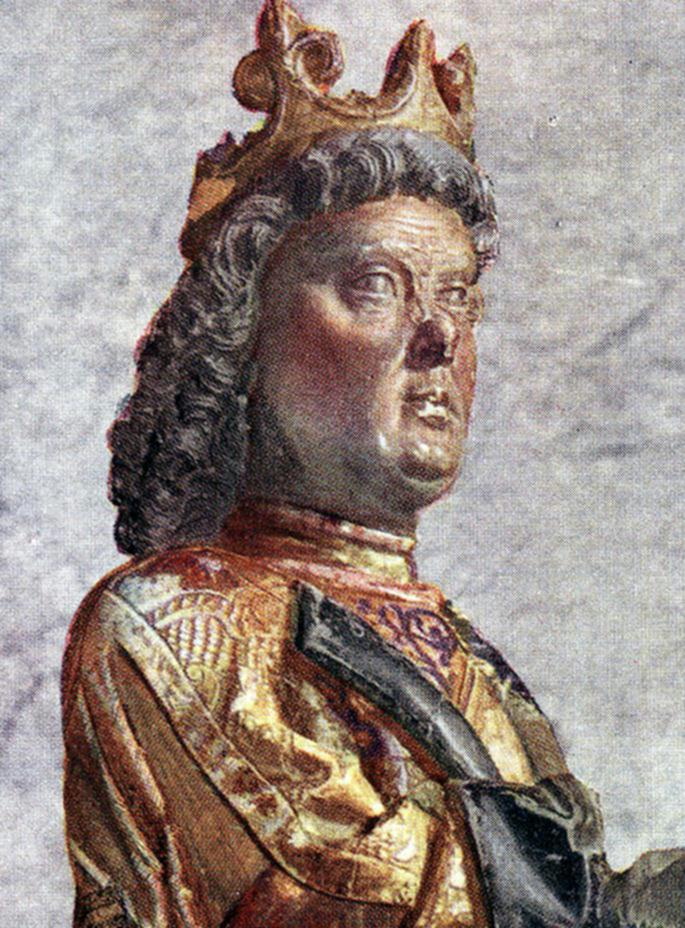
Carlos VIII da Suécia, no Castelo de Gripsholm na Suécia